# باکسالتا
باکسالتا (انگلیسی: Baxalta) شرکت داروسازی آمریکایی است، که در سال ۲۰۱۵ توسط شرکت بکستر تأسیس شد.